# Les Agents pop secrets
The Fresh Beat Band (en)
Les Agents pop secrets (Fresh Beat Band of Spies) est une série télévisée d'animation américo-canadienne créée par Nadine Van der Velde et Scott Kraft, diffusée du 15 janvier 2015 au 22 janvier 2016 sur Nickelodeon puis rediffusée sur Nick Jr..
En France, elle est diffusée dans l'émission de jeunesse Tfou sur TF1 puis rediffusée sur Nickelodeon Junior, et au Québec à partir du 12 septembre 2016 sur Yoopa,.

## Synopsis
Les Agents pop secrets, maintenant un groupe d'espions, vont résoudre les mystères farfelus dans leur ville en utilisant leurs talents individuels et des gadgets cool.

## Distribution

### Voix originales

#### Personnages principaux
- Jon Beavers : Twist
- Yvette Gonzalez-Nacer : Kiki
- Thomas Hobson (en) : Scott
- Tara Perry : Marina
- Tom Kenny : Bo le singe / Reed
- Keith Silverstein (en) : Commissaire Goldstar

#### Personnages récurrents et invités
- Tia Mowry : Sindy Sauernotes (épisode 1)
- Tom Kenny : Champ Von Champ Von Winnerchamp (épisodes 2, 8, 11 et 12) / Capitaine Arrrgh
- Jerry O'Connell : Arizona Jones (épisode 3)
- Tara Strong : Squee Z. Dumpkins (épisode 9)
- Kate Higgins : Yi-Haw (épisode 10)
- Cree Summer : Dakota Koder (épisode 13)
- Nolan North : Le viking (épisode 15)
- Eden Riegel : Spooky Spooks (épisode 17)

Note : Certains noms des personnages sont écrits originalement.

### Voix françaises
- Julien Crampon : Twist
- Marie Nonnenmacher : Kiki
- Arnaud Laurent : Scott
- Jennifer Fauveau : Marina
- Benjamin Bollen : Reed
- Paul Borne : le commissaire Goldstar
- Jean-Michel Vaubien : Scott (chansons), Shout (chansons)

Version française :
- Société de doublage : Lylo Media Group
- Direction artistique : Danièle Hazan et Edwige Chandelier
- Adaptation des dialogues : Charles Platto
- Enregistrement et mixage : Damien Chalumeau - Julie Tribout - Rémi Durel

 Source et légende : version française (VF) sur RS Doublage

## Production

### Développement
La série a été annoncée pour la première fois en mars 2014, trois mois seulement après l'annulation de a série précédente : The Fresh Beat Band (en).

### Fiche technique
Sauf indication contraire, les informations mentionnées dans cette section peuvent être confirmées par la base de données cinématographiques Allociné,  présente dans la section « Liens externes ».
- Titre français : Les Agents pop secrets
- Titre original : Fresh Beat Band of Spies
- Création : Nadine Van der Velde, Scott Kraft
- Réalisation : Chuck Sheetz, Mike Sheill
- Scénario : Michael Ryan, Evan Gore, Heather Lombard, Hadley Klein, Andy Rheingold, Ray DeLaurentis, Kevin Sullivan, David Lewman, Tom Krajewski, Dave Lewman, Anne Fryer
- Musique :
  - Compositeur(s) : Stuart Kollmorgen, Dan Pinella
  - Compositeur(s) de musique thématique : Peter Zizzo
  - Thème d'ouverture : Fresh Beat Band of Spies Theme Song
  - Thème de fin : Great Day Remix
- Production : Jeannine Hodson
- Société(s) de production : 6point2, Nelvana Limited, Nickelodeon Productions
- Société(s) de distribution : ViacomCBS Domestic Media Networks (États-Unis), Corus Entertainment (internationale)
- Pays d'origine :  États-Unis,  Canada
- Langue originale : Anglais
- Durée : 21–23 minutes
- Genre : Série télévisée pour enfant, comédie musicale
- Diffusion :  États-Unis,  Canada,  France,  Allemagne,  Suisse,  Italie,  Australie,  Royaume-Uni,  Irlande
- Public : Tout public

### Diffusion internationale
Au Canada, la série est diffusée depuis le 1er septembre 2015 sur Nickelodeon Canada puis diffusée aussi sur Treehouse TV.
Elle est aussi diffusée sur la chaîne internationale Nick Jr. depuis le 11 janvier 2016 en Allemagne et en Suisse, depuis le 18 janvier 2016 en Italie, depuis le 25 janvier 2016 dans le milieu Est et le Nord de l'Afrique et depuis le 1er février 2016 en Australie.
Au Royaume-Uni et en Irlande, la série est diffusée depuis le 6 février 2016 sur Nick Jr. UK (en). Elle est également diffusée depuis 2017 dans le block de programmation Milkshake! (en) sur Channel 5. Plus tard, la série est déprogrammée depuis le 7 août 2017 sur Nick Jr., puis fait son retour le 3 juillet 2018, avant d'être à nouveau déprogrammée le 3 septembre 2018. Elle revient pour la deuxième fois sur la chaîne le 26 mars 2019.

## Épisodes
| Saison | Saison | Épisodes | États-Unis      | États-Unis      |
| Saison | Saison | Épisodes | Début de saison | Fin de saison   |
| ------ | ------ | -------- | --------------- | --------------- |
|        | 1      | 20       | 15 janvier 2015 | 22 janvier 2016 |

| № | Titres français / Titres originales       | Réalisation    | Scénario                          | Première diffusion | Code de production |
| --- | ----------------------------------------- | -------------- | --------------------------------- | ------------------ | ------------------ |
| 1 | titre français inconnu The Wow Factor     | Chuck Sheetz   | Michael Ryan                      | 15 juin 2015       | 101                |
| Une chanteuse nommée Sindy Sauernotes tente de voler une couronne lors d’un spectacle musical. |                                           |                |                                   |                    |                    |
| 2 | titre français inconnu Trophy Trouble     | Chuck Sheetz   | Evan Gore et Heather Lombard      | 17 juin 2015       | 104                |
| Le Champ Von Champ Von Winnerchamp* tente de voler tous les trophées de la ville. |                                           |                |                                   |                    |                    |
| 3 | titre français inconnu Mummy Mayhem       | Chuck Sheetz   | Hadley Klein                      | 19 juin 2015       | 102                |
| Arizona Jones, une chasseuse de trésors, vise un vieil artéfact égyptien. |                                           |                |                                   |                    |                    |
| 4 | titre français inconnu Rocket Ship Alien  | Chuck Sheetz   | Evan Gore et Heather Lombard      | 20 juin 2015       | 103                |
| Un extraterrestre échoué se trouve dans un parc d'attractions. |                                           |                |                                   |                    |                    |
| 5 | Les Fruits Gloutons Fruit Racer Game      | Chuck Sheetz   | Hadley Klein                      | 22 juin 2015       | 105                |
| Twist, Scott Twist et Marina doivent libérer Kiki lorsqu'il se fait zapper dans le jeu d'arcade d'Angry Fruit Racers. |                                           |                |                                   |                    |                    |
| 6 | titre français inconnu Singing Pirate     | Chuck Sheetz   | Andy Rheingold et Ray DeLaurentis | 24 juin 2015       | 106                |
| Le capitaine Arrrgh prend une précieuse émeraude. |                                           |                |                                   |                    |                    |
| 7 | titre français inconnu Werewolf Hairwolf  | Chuck Sheetz   | Hadley Klein                      | 26 juin 2015       | 107                |
| Twist, Reed, Bo et les citadins sont transformés en loups-garous par un coiffeur diabolique, Mojo Fauxhawk. |                                           |                |                                   |                    |                    |
| 8 | titre français inconnu Masked Wrestler    | Chuck Sheetz   | Evan Gore et Heather Lombard      | 27 juin 2015       | 108                |
| Champ Von Champ Von Winnerchamp* devient un lutteur et triche pour gagner des ceintures du championnat. |                                           |                |                                   |                    |                    |
| 9 | titre français inconnu Cute Crook         | Chuck Sheetz   | Kevin Sullivan                    | 29 juin 2015       | 109                |
| Un méchant nommé Squee Z. Dumpkins prévoit de réaliser une vidéo virale ultime en volant des animaux mignons. |                                           |                |                                   |                    |                    |
| 10 | titre français inconnu Wild Outlaw        | Chuck Sheetz   | Hadley Klein                      | 1er juillet 2015   | 112                |
| Une cow-girl en fuite et une hors-la-loi nommée Yi-Haw tente de voler des bâtiments de la ville des agents pop secrets. |                                           |                |                                   |                    |                    |
| 11 | titre français inconnu Bo's Birthday Bash | Chuck Sheetz   | David Lewman                      | 3 juillet 2015     | 111                |
| Le Champ Von Le Champ Von Winnerchamp* vole la fête d'anniversaire de Bo le singe et toutes les fêtes organisées dans la ville. |                                           |                |                                   |                    |                    |
| 12 | titre français inconnu Fake Fresh Beats   | Chuck Sheetz   | Evan Gore et Heather Lombard      | 27 juillet 2015    | 113                |
| Les agents pop secrets doivent prouver au commissaire Goldstar et au reste de la ville qu'ils ont été accusés de deux vols par un groupe de bandits, Rubberface Rudy, le capitaine Arrrgh, Yi-Haw et le champion Von Champ Von Winnerchamp*. |                                           |                |                                   |                    |                    |
| 13 | titre français inconnu Dance Bots         | Chuck Sheetz   | Tom Krajewski                     | 29 juillet 2015    | 114                |
| Les agents pop secrets doivent empêcher un méchant inventeur nommé Dakota Koder de se déchaîner à travers la ville avec son robot. |                                           |                |                                   |                    |                    |
| 14 | titre français inconnu Band of Pirates    | Chuck Sheetz   | Dave Lewman                       | 31 juillet 2015    | 115                |
| Le capitaine Arrrgh et le premier officier utilisent la moitié d'une carte de pirate volée pour creuser des trous autour de la ville à la recherche du précieux trésor du capitaine McPlunder.                                               |                                           |                |                                   |                    |                    |
| 15 | titre français inconnu Frozen Fresh Beats | Chuck Sheetz   | Tom Krajewski                     | 21 septembre 2015  | 116                |
| Les agents pop secrets doit sauver l'été, grâce à un vilain Viking qui gèle la ville. |                                           |                |                                   |                    |                    |
| 16 | titre français inconnu Bunnies Go Bananas | Chuck Sheetz   | Hadley Klein                      | 23 septembre 2015  | 117                |
| Un tas de lapins va créer par inadvertance un monstre de banane gigantesque. |                                           |                |                                   |                    |                    |
| 17 | titre français inconnu Ghost of Rock      | Chuck Sheetz   | Tom Krajewski                     | 19 octobre 2015    | 110                |
| Les espions rencontrent un fantôme de rock nommé Spooky Spooks dans un théâtre hanté. |                                           |                |                                   |                    |                    |
| 18 | titre français inconnu Christmas 2.0      | Chuck Sheetz   | Non communiqué                    | 15 décembre 2015   | 118                |
| Les espions empêchent une machine de livraison de cadeaux hors de contrôle de ruiner Noël. |                                           |                |                                   |                    |                    |
| 19 | titre français inconnu Sneaky Sneakers    | Non communiqué | Non communiqué                    | 15 janvier 2016    | 119                |
| Deux méchants basketteurs incitent Reed à leur donner les baskets robotisées de Scott. |                                           |                |                                   |                    |                    |
| 20 | titre français inconnu Fresh Beat Babies  | Mike Sheill    | Anne Fryer                        | 22 janvier 2016    | 120                |
| Les espions découvrent que Squee Z. Dumpkins a transformé le Commissaire Goldstar en un bébé. Les agents sauveront-t-il la journée ou toute la ville sera-t-elle transformée en bébés?                                                       |                                           |                |                                   |                    |                    |

Note : Certains noms des personnages sont écrits originalement. Ils sont signalés par ce symbole étoilé en rouge (*).

## Univers de la série

### Les personnages

#### Personnages principaux
- Twist est un disc-jockey comique dont son travail de la journée est celui de directeur du centre de garde pour animaux de compagnie.
- Kiki est le guitariste et chanteur principal du groupe possédant un salon de coiffure.
- Scott est un claviériste sportif qui est également maître nageur dans une piscine à proximité.
- Marina est une joueuse de batterie intelligente de l'équipe d'espionnage qui est la chimiste pour une boulangerie de cupcake.
- Bo est le meilleur ami de Twist, un singe qui l'aide à faire fonctionner le centre pour animaux de compagnie.
- Reed est un spécialiste en informatique portant des lunettes qui fournit des gadgets aux agents pop secrets. Il a tendance à apparaître soudainement de nulle part, en se cachant dans ou derrière divers objets.
- Commissaire Goldstar est le chef de police qui apparaît à la fin de chaque épisode, félicite normalement les espions pour leurs succès.

#### Personnages récurrents
- Champ Von Champ Von Winnerchamp est un méchant récurrent musclé qui vole et triche pour divers objets, tels que des trophées, des ceintures de lutte et des fournitures pour les fêtes. Il parle avec un accent allemand et est assisté par sa propre équipe pour voler des choses.
- Lily est la nièce du commissaire Goldstar et un bon ami des agents pop secrets. Elle a un chien appelé Goldie et joue dans l'équipe de baseball de Scott.
- Lil le cochon est l'un des nombreux animaux vivant au centre pour animaux de compagnie de Twist. C'est un ami des agents pop secrets.
- Captain Arrrgh est un pirate chantant qui vole un trésor avec l'aide de son poulet et de son second.
- Yi-Haw est une cow-girl et hors-la-loi qui souhaite dépasser son ancêtre hors-la-loi en volant des bâtiments de toute la ville.

Note : Certains noms des personnages sont écrits originalement.

## Accueil

### Audiences
| Saison | Début de saison   | Début de saison | Début de saison | Fin de saison     | Fin de saison   | Fin de saison |
| Saison | Date de diffusion | Téléspectateurs | Ref.            | Date de diffusion | Téléspectateurs | Ref.          |
| ------ | ----------------- | --------------- | --------------- | ----------------- | --------------- | ------------- |
| 1      | 15 juin 2015      | 680 000         | [ 12 ]          | 22 janvier 2016   | -               | -             |

### Réceptions critiques
La série a reçu des critiques généralement positives de la part des médias. Emily Ashby, critique de Common Sense Media, a donné à la série quatre étoiles sur cinq, louant l’utilisation par la série de «méchants extravagants» plutôt que de «véritables frayeurs».
En octobre 2015, USA Today a classé la série parmi les vingt-cinq meilleurs programmes familiaux de l'année.

### Récompenses et nominations
| Année | Récompenses                 | Catégorie | Nomination                | Résultat   | Ref.   |
| ----- | --------------------------- | --- | ------------------------- | ---------- | ------ |
| 2016  | 43rd Annie Awards           | Réalisation exceptionnelle, conception de la production dans une production télévisée / radiodiffusion animée | Ernie Gilbert (épisode 6) | Nomination | [ 15 ] |
| 2016  | Parents' Choice Awards (en) | Prix "Fun Stuff"                                                                                              | Nickelodeon               | Lauréat    | -      |

## Produits dérivés
De novembre 2014 à février 2015, plusieurs chansons dans les épisodes de la série ont été interprétées dans le cadre de la tournée The Fresh Beat Band: Greatest Hits Live. Des produits tels que des affiches et des t-shirts présentant chaque personnages du dessin animé ont été vendus pendant les concerts.